# 瓜达尔卡纳尔 (塞维利亚省)
瓜达尔卡纳尔，是西班牙安达卢西亚自治区塞维利亚省的一个市镇。总面积275平方公里，总人口2931人（2001年），人口密度11人/平方公里。